# کرولی (کلرادو)
کرولی (به انگلیسی: Crowley) شهری در ایالت کلرادو کشور ایالات متحده آمریکا است که جمعیت آن در سرشماری سال ۲۰۱۰ میلادی، ۱۷۶ نفر بوده‌است.